# Drummond (Montana)
Drummond è una città degli Stati Uniti d'America situata nel Montana, nella Contea di Granite.